# Mys Astafjewa
Mys Astafjewa (ros. Мыс Астафьева) – przylądek w Kraju Nadmorskim w Rosji, na końcu półwyspu Trudnyj w mieście Nachodka. Stanowi południowe wejście do zatoki Nachodka. Odkryty w 1859 roku, został nazwany na cześć nawigatora korwety „Amerika”, Jakowa Timofiejewa Astafjewa.
W pobliżu przylądka znajdują się towarowe porty morskie oraz obsługująca je stacja kolejowa Mys Astafjewa na linii Ugolnaja – Mys Astafjewa.

## Katastrofy
- W 1948 roku w porcie przy przylądku eksplodował okręt „Dalstroj”[2]
- 4 listopada 2019 roku w pobliżu przylądka nastąpił wybuch na pokładzie tankowca „Zaliw Amerika”, w wyniku którego zginęło dwóch marynarzy[3]